# Coke Tunes
Coke Tunes là một cửa hàng nhạc trực tuyến ở New Zealand quản lý bởi Coca-Cola Amatil. Coke Tunes có hơn 700.000 bài hát tính đến 1 tháng 1 năm 2006. Coke Tunes sử dụng DRM của Microsoft và Windows Media Audio 9.1.
Coke Tunes có một thời gian là cửa hàng nhạc lớn nhất New Zealand. Nó đóng cửa vào tháng 5 năm 2007.

## Tương thích
Do sử dụng công nghệ DRM của Microsoft, người dùng Apple iPod không thể nghe và tải xuống ca khúc bởi vì iTunes không thể chuyển đổi DRM tập tin bảo vệ Windows Media Audio.
Cửa hàng nhạc chỉ có thể truy cập bởi trình duyệt Internet Explorer của Microsoft do việc sử dụng mã nhúng Windows Media Player để lấy nhạc.

## Liên kết
- Coke Tunes Lưu trữ ngày 29 tháng 9 năm 2008 tại Wayback Machine
- Coke Fridge Lưu trữ ngày 24 tháng 11 năm 2005 tại Wayback Machine
- Coke.co.nz